# 佐久往還
佐久往還（さくおうかん）は、山梨県韮崎市の甲州街道韮崎宿から長野県佐久市の中山道岩村田宿へ至る脇往還である。佐久甲州街道とも呼ばれる。概ね現在の国道141号に並行する道筋を辿っている。近世以降に整備が進み、物流の道として賑わった。韮崎と岩村田の間に、9ヶ所の馬継場が設けられている。

## 沿革
佐久往還は、その昔甲斐国では平沢口と呼ばれていた。『甲斐国志』に古道とされる甲斐九筋に含まれていないため、近世になって整備された道と考えられる。武田氏が東信濃へ進攻する際に、険しい坂道が少ないことから軍用道に用いて以降、甲州と佐久郡を結ぶ街道として定着していった。
江戸時代になっていわゆる五街道が設けられると、甲州街道（当時は甲州海道あるいは甲州道中）と中山道をつなぐ脇往還として整備された。「佐久往還」の名称が付いた時期は、はっきりしていないが、甲州街道が諏訪まで伸び、南の起点となる韮崎宿が甲州街道に設置されたのが慶長年間であり、それ以降のことと考えられる。なお、佐久往還という名称は、甲州側からみた場合のもので、佐久側からするとこの往還は佐久甲州道（現代では佐久甲州街道）となり、甲州道、甲州往還、甲州往来などと呼ばれていた。佐久往還が大きく発達したのは、天保年間に釜無川に舟山河岸ができて、富士川舟運とつながったことで韮崎宿が繁栄してからである。
明治に入ると、明治19年（1886年）に長野県側の佐久甲州街道は長野県道に編入され、県境まで馬車が通行できるように改修が施された。これにより、甲府藩領だったことで旧来甲州側と結び付きの強かった南佐久の南部の交易は、佐久平経由に変わっていった。一方、山梨県側の佐久往還も、明治30年（1897年）には改修が始まった。大正時代になると、佐久鉄道及び国鉄により小諸—小淵沢間の鉄道敷設が進み、全通に至って物資輸送の主力は馬や荷車から鉄道へ変わり、物流の道としての佐久往還は衰退した。その後、大部分が佐久往還と重複或いは並行する国道141号が、モータリゼーションや観光ブームの流れに従い、起伏・勾配・急カーブを減じ、道幅を拡げ、橋を架け、バイパスを作るなど改良を重ね、再び物資輸送の動脈となってきた。

## 道筋
平沢口は、甲斐九筋の一つ穂坂路から分岐していたというが、江戸時代に街道が整備されて以降、佐久往還の起点は甲州街道韮崎宿の本町通り、上宿と中宿の間にある通称「韮崎追分」（現在の「本町」交差点）から東へ分岐する形をとる。
韮崎から、中山道につながる岩村田宿まではおよそ18里、その間甲州側に中条、若神子、長沢の3ヶ所、佐久側に平沢、海ノ口、海尻、上畑、高野町、野沢と6ヶ所の馬継場が置かれた。

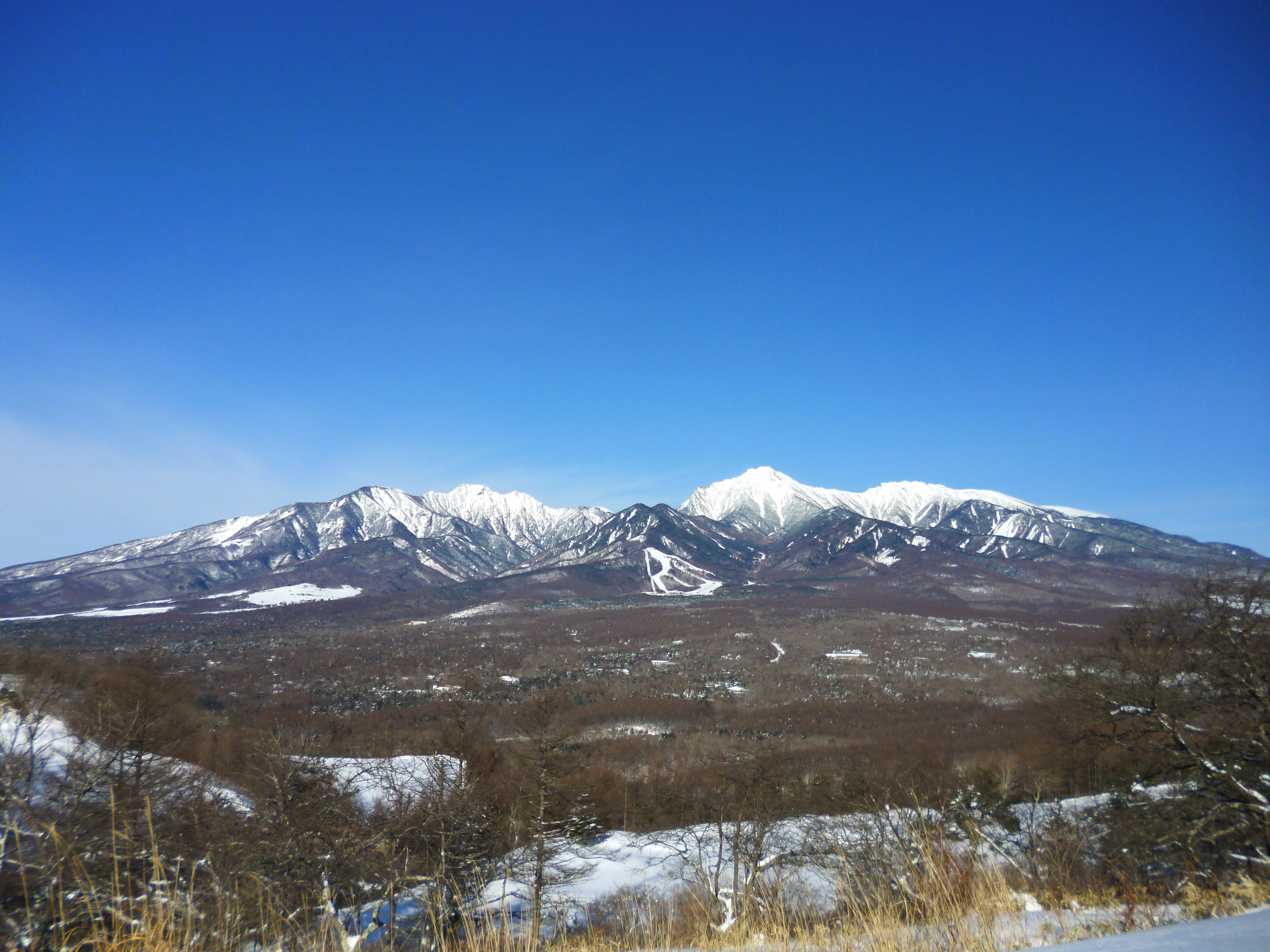
平沢峠からは八ヶ岳が一望できる。

韮崎を出ると、塩川に沿って七里岩を北上し、八ヶ岳の南麓へ向かう。長沢には口留番所が置かれ、通行を監視した。番所を過ぎると難所の弘法坂を上り、念場原（清里高原）に出て、甲信国境を越えて平沢に入る。そこから平沢峠を越えて野辺山原を通過し、海ノ口へ下り、以降は千曲川の左岸を川に並行して北上し、海尻、上畑、高野町と進む。高野町には承応年間からおよそ半世紀、甲府藩の陣屋が置かれ、甲州と佐久の交流を促進した。その後、臼田を抜けて野沢で道は折れて千曲川を右岸へと渡り、北上して岩村田宿に至る。
野辺山原は、冬には旅人に凍死者が出るほどの難所であり、通行人を保護するために、扶持を与えて野辺山原の中央部に板橋村をつくり、平沢峠のすぐ北の矢出原にも茶屋三軒を建てさせた。千曲川の左岸を川に沿って進む道は、断崖の下を通る場所もあり、水害の影響を受けやすかった。特に、寛保2年（1742年）の戌の満水の際には、馬継場の一つがあった上畑の集落がほぼ壊滅、海尻では山崩れで道が通れなくなった。やむなく、上畑では畑地に新道を通すことに同意、海尻では山の方へ登って稲子、松原へ迂回する道を利用したが、遠回りになるため村々の負担で新道を敷いた。

## 脇道

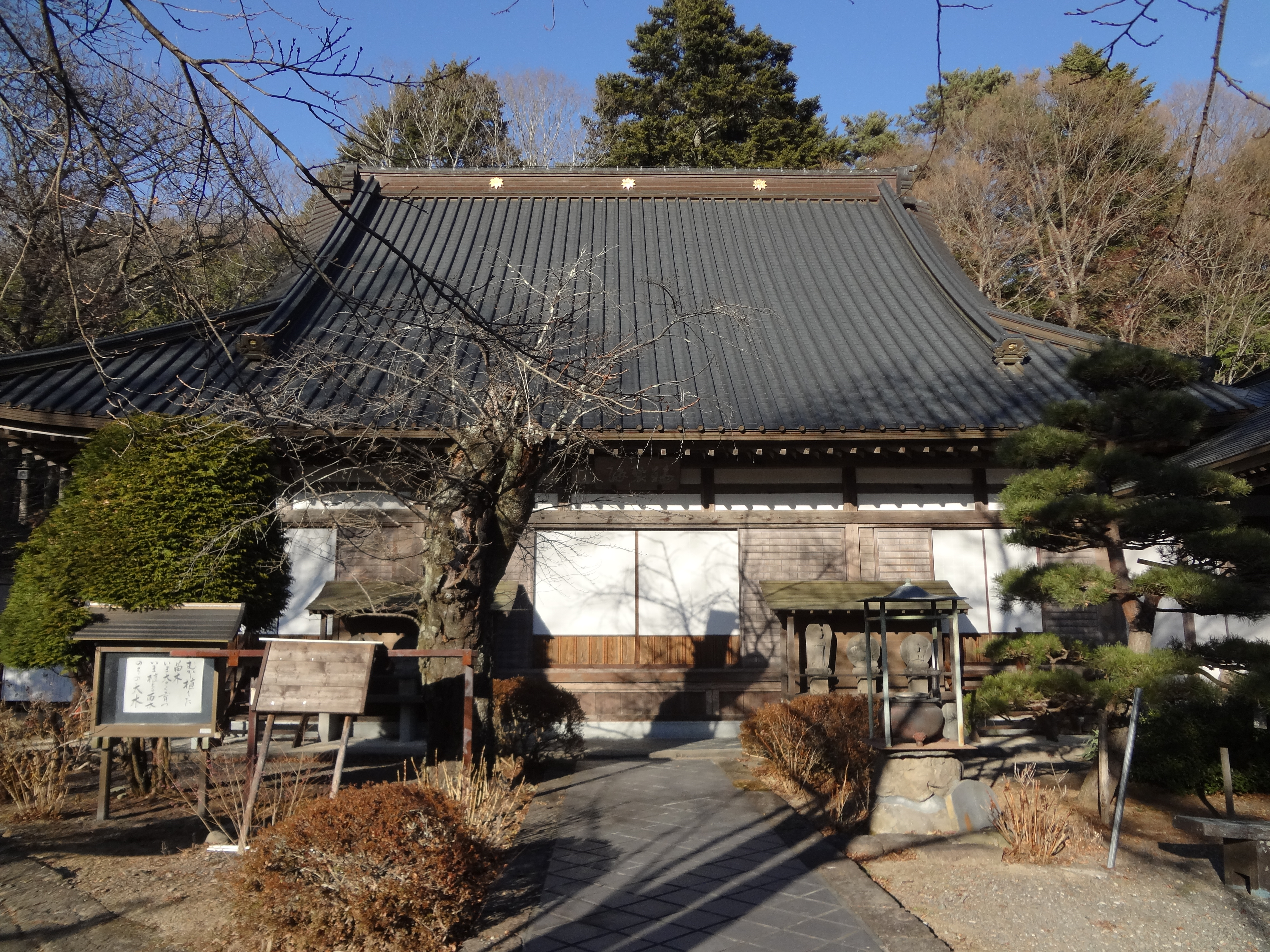
裏街道の佐久道が通る海岸寺峠には、海岸寺が建つ。

佐久往還のもう一つの道筋として重要だったのが、「佐久道」とも呼ばれるもので、若神子で佐久往還と分岐して、津金から海岸寺峠を越えて浅川へ降り、樫山から平沢に至る。浅川にも口留番所が置かれ、通行人を改めた。
一方、佐久の方にもよく利用された脇道があり、岩村田宿から南下して野沢へと千曲川を渡らず、そのまま千曲川の右岸を遡り、小海村で千曲川を渡って鎰掛で佐久甲州道に合流するもので、甲州脇道とも呼ばれていた。

## 通行
佐久往還は脇往還ではあったが、五街道と同じように馬継場で、荷物を積み替えて次の馬継場へ送る継ぎ立てが制度化されており、頻繁に荷物が行き交っていた。よく運搬されたものは、日用品、衣類、食料品であり、特に米は、佐久往還沿いの地域が甲州随一の米どころであることから、韮崎へ搬出する米の流通路として賑わった。
佐久往還は、参勤交代の道ではなく、大名の移封による通行や、領主の通行も江戸時代中期以降はなくなったので、主として物流の道であったが、それ以外の大きな用途として信仰の道が挙げられる。富士講や御嶽講の参詣にも重要な道であったが、特に盛んだったのが伊勢講である。佐久地方からの伊勢参りには、佐久往還から駿信往還、駿州往還を経て東海道へ出る経路が多く使われた。それというのも、駿州往還は身延山に参詣する身延路でもあり、伊勢神宮への道中で身延山や、秋葉山、鳳来寺山などに参詣することも旅の目的となっていたためである。より大規模なものとしては、遊行上人の通行が江戸時代から明治時代にかけて5回あった。若神子の長泉寺、野沢の金台寺は時宗の寺院で、時宗総本山清浄光寺の遊行上人が諸国を巡錫する際、この両寺院を訪れるにあたって佐久往還を通行した。

## 史跡・文化財

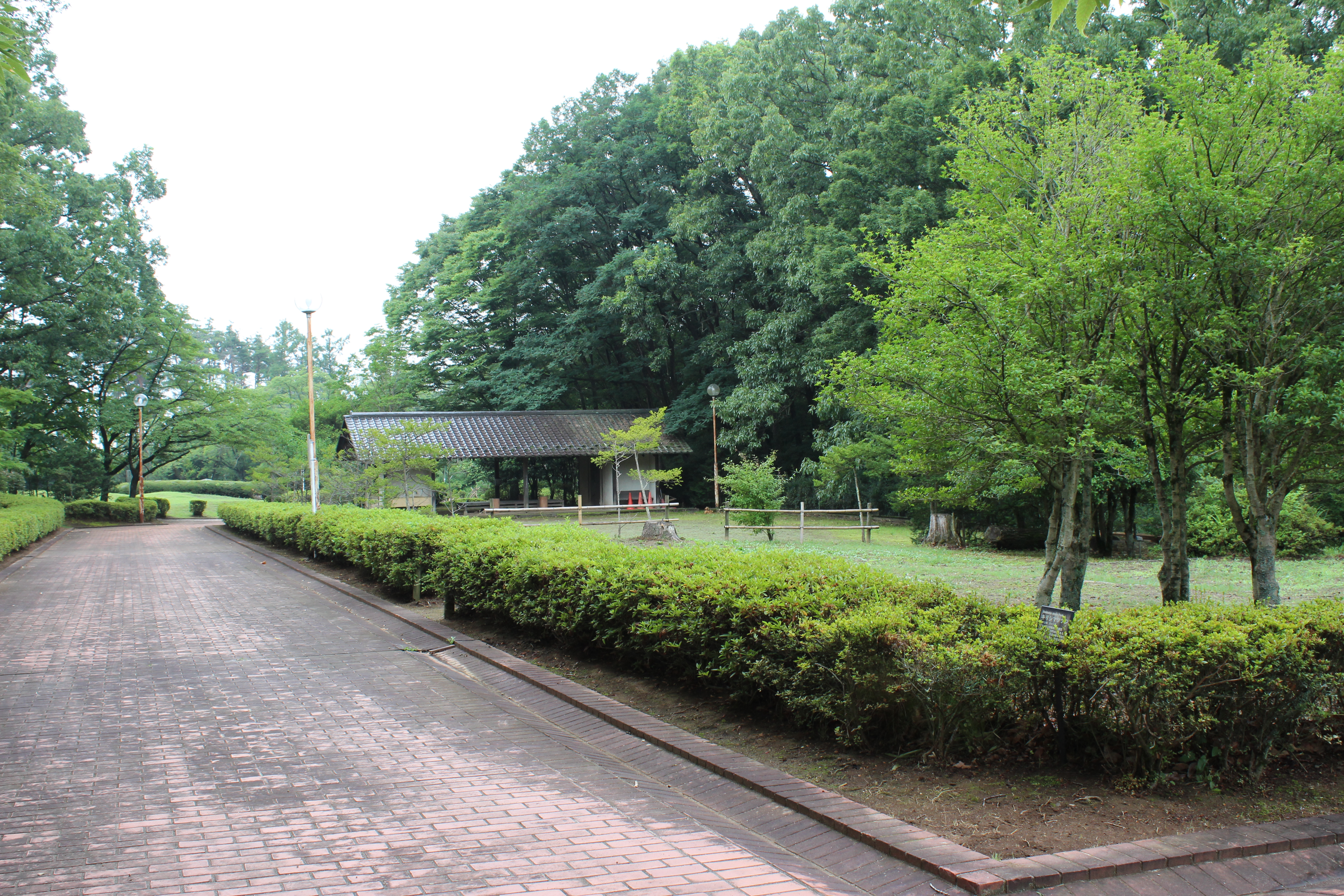
若神子城本丸跡

佐久往還はその大部分が現代の幹線道路、国道141号として利用されているが、国道にはバイパス等が作られて古くからの佐久往還は寸断されて脇道となった部分も多いので、昔ながらの環境や旧跡の守られたところが多数ある。武田氏の軍用道でもあったこともあり、周辺には古戦場や城跡も多い。八ヶ岳などの佐久地方を囲む名峰の数々を一望でき、千曲川に沿って走る風光明媚の道は、観光道路としても知られている。
若神子城は、甲斐源氏初代の新羅三郎義光が築いたという説もある城で、棒道との分岐点であったともいわれ、武田氏の信濃進攻の拠点であった。武田氏滅亡後も、天正壬午の乱で北条氏の拠点にもなった。北城、古城、南城に分かれており、古城は北杜市指定の史跡となっている。清里湖の南にある源太ヶ城は、義光の孫「逸見冠者」清光の築城と伝わる佐久往還を押さえる山城で、こちらも北杜市指定史跡である。『甲陽軍鑑』には武田晴信の初陣の伝承として海ノ口城攻めが記されているが、海ノ口城の守将とされた平賀源心の墓が若神子、胴を埋めたと伝わる胴塚が平沢峠のいずれも佐久往還沿いにあり、胴塚は南牧村の指定史跡となっている。
遊行上人が巡錫で訪れた時宗寺院の長泉寺には、室町時代に建てられた「長泉寺名号板碑」という板碑があり、高さ2.7メートル、台座・礎石も含めると3.09メートルと山梨県内で最大のもので、県指定の文化財（考古資料）となっている。長沢にあった口留番所の跡は、北杜市の史跡に指定されている。番所の遺構は残っていないが、番所の門は近くに移築されて現存する。
野沢には、佐久往還と中山道八幡宿へ向かう通称「根際道」が分岐する三叉路に、「女男木」というケヤキの大木が立ち、佐久市指定の天然記念物となっている。木の下には古い道標が残っており、「東 岩村田道」、「北 木曽路」と刻まれている。